# Matías Vázquez
Matías Vázquez (Buenos Aires, Argentina, 18 de agosto de 1984) es un actor, modelo, periodista y presentador de radio y televisión Argentino-Italiano.

## Biografía
Matías Vázquez nació el 18 de agosto de 1984 en la provincia de Buenos Aires. Empezó su carrera artística de adolescente. Entre sus trabajos televisivos más destacados como actor se encuentran: Valientes, Los exitosos Pells, Casi ángeles e Historias de corazón.
En el 2010, fue la cara oficial de la marca 7up con el rol protagónico publicitario del comercial del coordinador7up #quenosecorte ,comercial destacado por ser uno de los mejores de todos los tiempos en Argentina, bajo la dirección del director Juan Taratuto.  A comienzos del año 2014 Matías Vázquez se consagró como el ganador del reality televisivo sobre periodistas "Viviendo con las estrellas"  Viviendo con las estrellas, emitido por el canal América. Esa pasión por el periodismo, lo llevó a estudiar en TEA la carrera de periodismo digital y en el C.I.C instituto del centro de investigación cinematográfico la carrera de dirección de artes escénicas, fusionando un estiló muy dinámico como entrevistador.
A partir del mes de marzo de ese mismo año empieza a trabajar como notero del programa Ponele la Firma.
A principios del año 2015 empezó a trabajar como notero del programa Todo Verano, emitido por Telefe. desde el año 2016 su carrera se inclino al períodismo de investigación generando informes para el programa 1+1:3 en Canal 26. En el 2017 empezó a ser parte del programa "Informadisimos" por ciudad magazine , terminando ese año viajando por el mundo con la conducción del programa de viajes #RecienLlegados, durante el periodo 2018/2019.
Desde el año 2020 y hasta la actualidad se desempeña como periodista y conductor de los NOTICIEROS del canal 26.
Además de trabajar para diferentes marcas como HOST e imagen digital (BahiaGrande NORDELTA, Líder propiedades, etc.) Vázquez trabaja como conductor en dos programas de radio por la sintonía CanalUptown.
Actualmente también es conductor de un nuevo formato televisivo llamado #IMPACTERS donde además es productor general y generador de la idea original. Este nuevo programa se puede ver todos los sábados 23hs por Ciudad Magazine.
El 2023 Matías Vázquez se destacó como uno de los periodistas más buenos y efectivos a la hora de conseguir crónicas y entrevistas , eso generó que después de un año en América TV en el ciclo “A La Tarde” la señal de ElTrece se fije en su rol periodístico y lo contrate para “Socios Del Espectáculo” donde este 2024 logró varias de las entrevistas del momento con sus informes como panelista. Logrando por ejemplo la primera entrevista con el polémico cirujano Lotocki desde la cárcel entre otras notas explosivas que han tenido revuelo mediático como la madre de Nicole Neumann o el hijo del cuestionado político Martin Insaurralde. Vázquez a demostrado en su actual programa en ElTrece la versatilidad para lograr testimonios relevantes y el show periodístico en uno de los programas más vistos del género.

## Televisión
| Año           | Programa               | Emisora         | Notas                |
| ------------- | ---------------------- | --------------- | -------------------- |
| 2009          | Valientes              | Canal 13        | Actor                |
| 2009          | Los exitosos Pells     | Telefe          | Actor                |
| 2009          | Casi ángeles           | Telefe          | Actor                |
| 2013          | Historias de corazón   | Telefe          | Actor                |
| 2014          | Ponele la Firma        | América         | Reportero            |
| 2015          | Todo Verano            | Telefe          | Reportero            |
| 2016          | Vas a ver!             | Canal 26        |                      |
| 2017          | Informadísimos         | Ciudad Magazine |                      |
| 2018          | El Club de la Mañana   | Ciudad Magazine |                      |
| 2018          | Suma miles de pesos    | El Trece        |                      |
| 2019          | Vive la Tarde          | Canal 26        |                      |
| 2019          | Noche Selfie           | Canal 26        |                      |
| 2020          | Noticias al mediodía   | Canal 26        |                      |
| 2021          | Noticias 16 a 18       | Canal 26        |                      |
| 2021          | IMPACTERS              | Ciudad Magazine |                      |
| 2022          | Fin De Semana          | Canal 26        |                      |
| 2022-2023     | Secretos Verdaderos    | América         | Panelista            |
| 2023          | A la tarde             | América         | Panelista y cronista |
| 2024          | Socios del espectáculo | El Trece        | Panelista            |
| 2025-presente | Puro Show              | El Trece        | Conductor            |

## Radio
| Año       | Programa     | Emisora                        | Notas      |
| --------- | ------------ | ------------------------------ | ---------- |
| 2011      | La Licuadora | FM Sensitive 83.4              | Conducción |
| 2012-2013 | Buena Vida   | FM Palermo 94.7                | Conducción |
| 2013      | Tu mundo     | Conexión (Radio Online)        | Conducción |
| 2014      | Buena Tarde  | Radio Mundo Net (Radio Online) | Conducción |
| 2022      | NIGHT SHOW   | RADIO URBANA 2022              | Conducción |